# Джон Плантагенет, 3-й граф Кент
Джон Плантагенет (англ. John Plantagenet; 7 апреля 1330 — 26 декабря 1352) — 3-й барон Вудсток и 3-й граф Кент с 1331, 4-й барон Уэйк из Лидделла с 1349, четвертый сын Эдмунда Вудстока, 1-го графа Кента, и Маргарет Уэйк, 3-й баронессы Уэйк из Лидделла, дочери Джона Уэйка, 1-го барона Уэйка из Лидделла.

## Биография
Джон родился уже после смерти отца, Эдмунда Вудстока, сводного брата короля Эдуарда II, который был 19 марта 1330 года казнён по обвинению заговоре против короны по приказу Роджера Мортимера, 1-й граф Марч, фактического правителя королевства. Все владения и титулы Эдмунда Вудстока были конфискованы, а его семья была помещена в заключение в замке Солсбери. Однако казнь дяди возмутила юного короля Эдуарда III, который смог сместить Роджера Мортимера. Семья Эдмунда Вудстока была освобождена в декабре 1330 года и взята под опеку Эдуардом III, а титулы и владения отца были возвращены старшему брату Джона, который, однако, вскоре умер. Поскольку и другие старше братья Джона, Роберт и Томас, умерли в младенчестве, то титулы графа Кента и барона Вудстока унаследовал Эдмунд.
После смерти матери в 1349 году Джон унаследовал ещё и титул барона Уэйка из Лидделла.
10 апреля 1351 года Джон, ставший совершеннолетним тремя днями ранее, был официально введён во владение всеми титулами. Однако уже через полтора года он умер, не оставив детей. Его единственной наследницей стала сестра, Джоанна, которая и унаследовала все титулы.

## Брак
Жена: с 1348 Елизавета Юлихская (ум. 6 июня 1411), дочь Вильгельма V, графа Юлиха, и Жанны де Эно. Детей не было.